# 謝德爾采縣

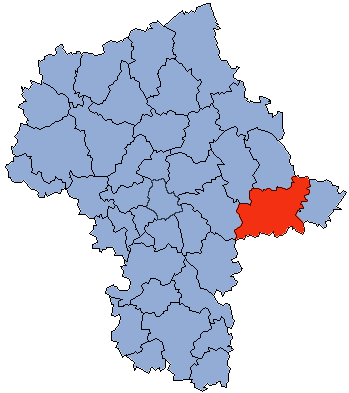

52°9′54″N 22°16′17″E / 52.16500°N 22.27139°E
謝德爾采縣（波蘭語：Powiat siedlecki），是波蘭的縣份，位於該國中東部，由馬佐夫舍省負責管轄，首府設於謝德爾采，面積1,603平方公里，2006年人口80,560，人口密度每平方公里50人。